# McLaren W1
McLaren W1 (під кодовою назвою P18) — спортивний автомобіль від британського виробника автомобілів McLaren Automotive, який буде вироблятися з 2025 року. Він є спадкоємцем McLaren F1 і McLaren P1. 
McLaren W1 був представлений 6 жовтня 2024 року. 

## Огляд
McLaren W1 базується на архітектурі з вуглецевого волокна McLaren Carbon Lightweight Architecture (MCLA).
Це найшвидший у світі дозволений на звичайній дорозі автомобіль McLaren, який розганяється до 100 км/год за 2,7 секунди та розганяється до 200 км/год з місця за 5,8 секунди. Заявлена максимальна швидкість становить 350 км/год.
Буде виготовлено лише 399 McLaren W1, кожний вартістю 2.1 мільйона доларів.

## Двигун
- McLaren MHP8 4.0 V8 + електромотор McLaren F1, 1275 к.с. 1340 Нм